# Digitaria doelii
Digitaria doelii är en gräsart som beskrevs av Carl Christian Mez. Digitaria doelii ingår i släktet fingerhirser, och familjen gräs. Inga underarter finns listade i Catalogue of Life.